# Manuel de Ascásubi y Matheu

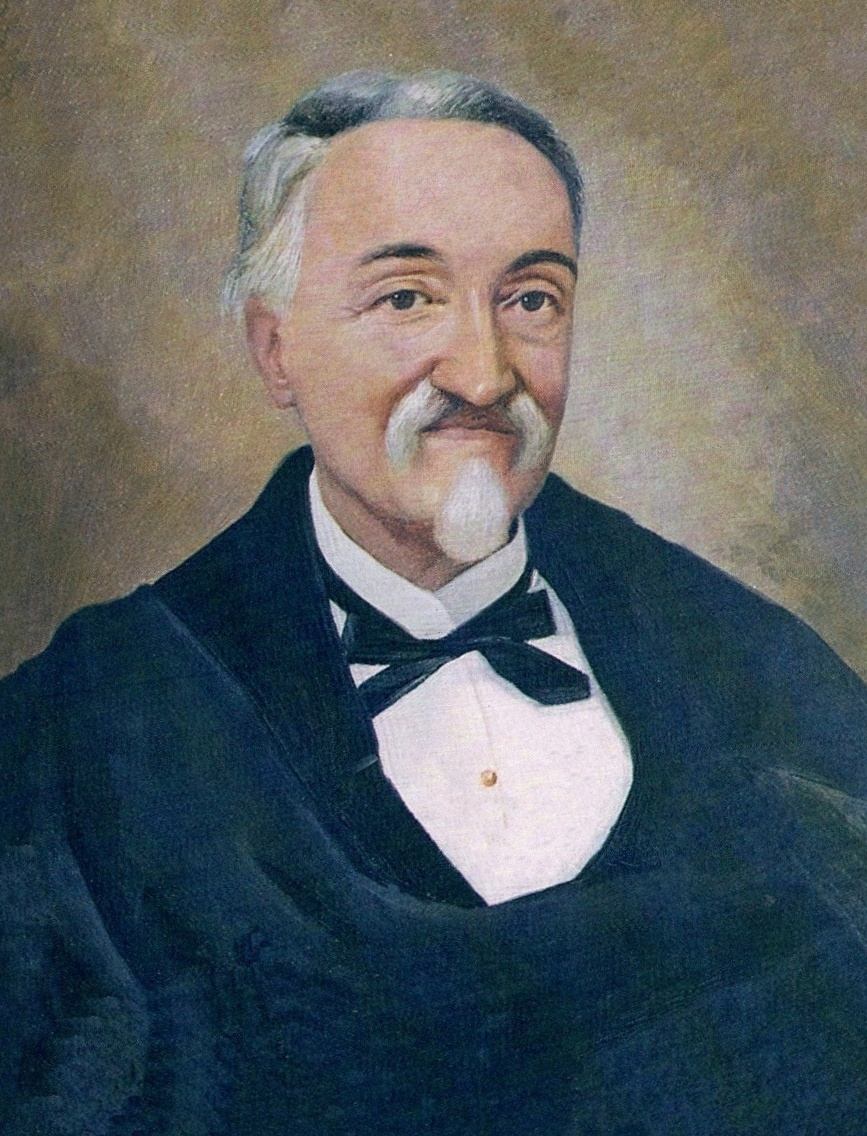
Manuel de Ascásubi y Matheu

Manuel de Ascásubi y Matheu (Quito, 30 december 1804 - 1876) was een Ecuadoraans politicus.
Manuel de Ascásubi was de zwager van (de latere president) Gabriel García Moreno. 
Op 15 oktober 1849 volgde hij president Vicente Ramón Roca op als interim-president. Hij kreeg te maken met twee opstanden; die van Antonio de Elizalde (vanaf maart 1850) en Diego María de Noboa (februari - juni 1850). Op 10 juni 1850 werd De Ascásubi als interim-president vervangen door de laatste.
Van 16 mei 1869 tot 10 augustus 1869 was hij tijdelijk plaatsvervangend president. Hij verving zijn zwager Gabriel García Moreno die als voorzitter van de grondwetgevende commissie een nieuwe grondwet uitwerkte. Op 10 augustus 1869 hernam García Moreno zijn ambt als president.
Manuel de Ascásubi was aanvankelijk een liberaal politicus, maar werd in 1869 lid van García Moreno's Conservatieve Partij van Ecuador (PCE).